# Tia Island
Tia Island ist eine Insel östlich von Stewart Island und südlich der Südinsel von Neuseeland.

## Geographie
Tia Island befindet sich rund 500 m östlich des Port Adventure zwischen der Halbinsel Rakawahakura, rund 740 m südwestlich und einer Landzunge von Stewart Island, rund 750 m nordwestlich. Die Insel erstreckt sich über 985 m in Ost-West-Richtung und misst an der breitesten Stelle rund 440 m in Nord-Süd-Richtung. Bei einer Flächenausdehnung von rund 18,8 Hektar erhebt sich die Insel bis zu 30 m aus dem Meer.